# لانگبو گیمز
لانگبو گیمز (انگلیسی: Longbow Games) شرکت بازی ویدئویی کانادایی است، که در سال ۱۹۹۸ توسط سئوماس مک‌نالی تأسیس شد.